# Sienkiewiczówka (stacja kolejowa)
Sienkiewiczówka (ukr. Сенкевичівка) – stacja kolejowa w miejscowości Sienkiewiczówka, w rejonie łuckim, w obwodzie wołyńskim, na Ukrainie. Położona jest na linii Lwów – Łuck – Kiwerce.

## Historia
Stacja została otwarta w II Rzeczypospolitej w pobliżu wsi Dudki Hubińskie. W kolejnych latach wokół stacji powstała miejscowość Sienkiewiczówka.